# Lufttransportgeschwader 65

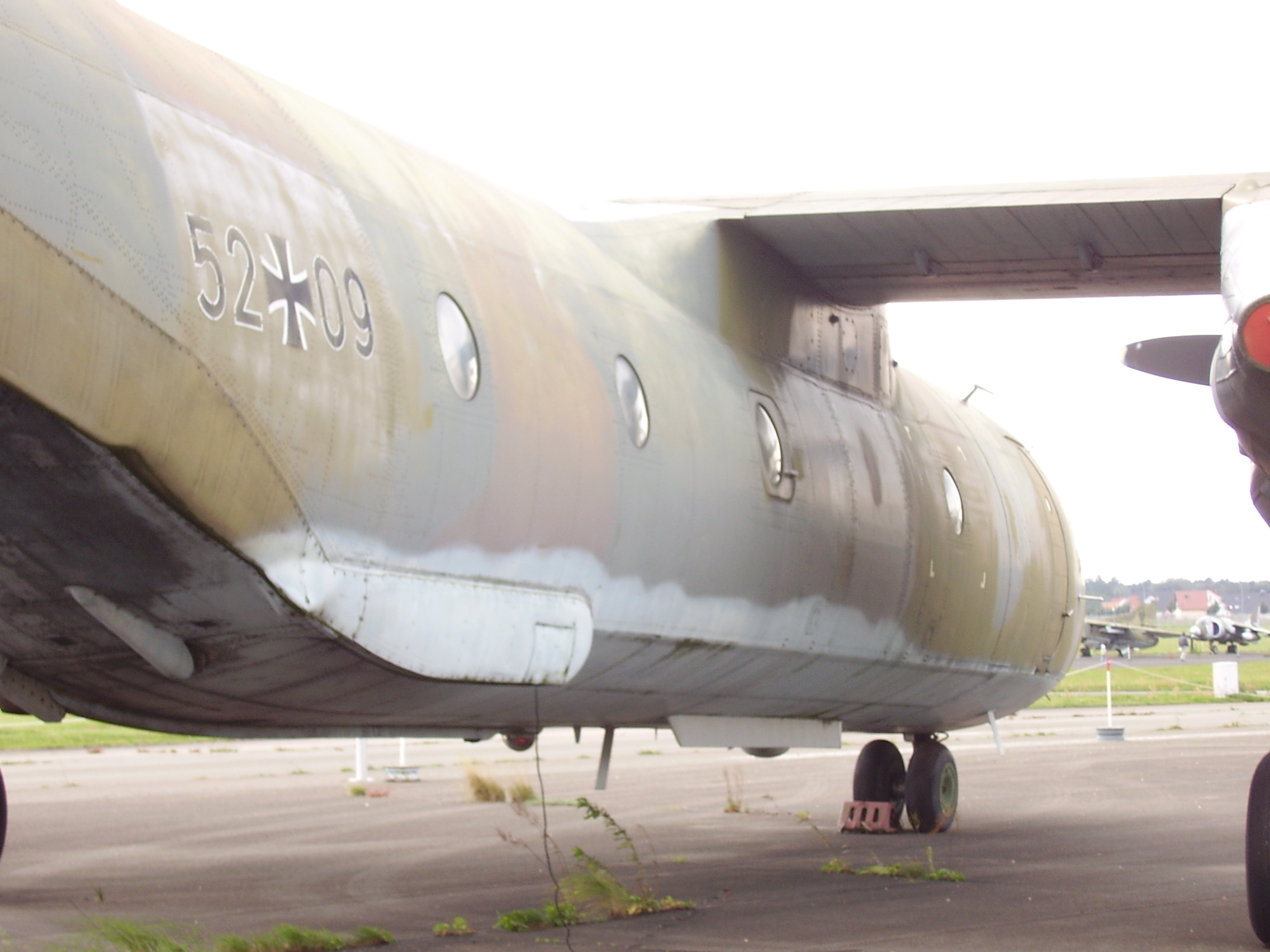
An-26 mit Kennzeichen der Luftwaffe 52+09 (ex NVA 369) im Luftwaffenmuseum Berlin-Gatow

Das Lufttransportgeschwader 65 (LTG 65) war von 1991 bis 1993 ein Verband der Luftwaffe zur Führung der Transportfliegerkräfte der ehemaligen Luftstreitkräfte der NVA. Hauptaufgabe des Geschwaders war neben der Durchführung von dienstlich bedingten Transfer-Flügen von Politikern und Soldaten in die neuen Bundesländer die Abwicklung und Auflösung von ehemaligen Lufttransporteinheiten der NVA-Luftstreitkräfte.

## Geschichte
Mit dem Anschluss gem. Art. 23 GG a. F. wurden neben den Liegenschaften der NVA auch Soldaten von der Bundeswehr übernommen. Bestehende Verbandsbezeichnungen wurden zunächst beibehalten. Die Führung des bisherigen Transportfliegergeschwader 44 oblag ab 3. Oktober 1990 der Kommandeursgruppe bzw. nachfolgend dem Aufstellungsstab des LTG 65.
Zum 1. April 1991 erfolgte auf Grundlage des Org-Befehls 11/91 die Aufstellung des neuen Lufttransportgeschwaders 65.

## Organisation
Stab LTG 65 (aus Stab TG-44) und Stab Flg-Gruppe LTG-65 in Neuhardenberg (aus Flugplatzbasis 51)
- Flugbetriebs-Staffel Neuhardenberg (aus Flugplatzbasis 51)
- Geophysikalische Beratungsstelle (aus Flugwetterwarte TG-44)
- 1. Flugstaffel Neuhardenberg (aus TU-154/Tu-134 des TG-44)
- 2. Flugstaffel Brandenburg-Briest (aus Hubschrauber Mi-8/Mi2 des THG-34)
- 3. Flugstaffel Dresden-Klotzsche (aus Flugzeugen An-26 der TS-24) und Flugplatz Strausberg (aus Flugzeugen L-410 der VS-14)
- 4. Staffel Außenstelle Flugbereitschaft BMVg Berlin-Schönefeld (aus Teilen TG-44 Regierungsfliegerstaffel)

Einsatzunterstützungsgruppe LTG-65:
- Stab in Neuhardenberg (aus Teilen FTB-44)
- Versorgungsstaffel Neuhardenberg (aus FTB-44)
- Luftwaffen-Sicherungsstaffel Neuhardenberg
- Luftwaffen-Sanitätsstaffel C/D Neuhardenberg mit Luftwaffen SanitätsBereitschaft FlgBtrb/LT
- Fliegerhorststaffel Brandenburg-Briest (aus Flugplatzbasis 67)
- Versorgungsstaffel Brandenburg-Briest (aus FTB-35)
- Versorgungsstaffel Dresden-Klotzsche (aus FTB-24)
- Luftwaffen-Sanitätstrupp B Dresden-Klotzsche

Das LTG 65 war zunächst dem Kommando der 5. Luftwaffendivision unterstellt. Fachdienstlich und für den Einsatz unterstand das Geschwader ab dem 1. April 1991 dem Lufttransportkommando. Der Einsatz der von den NVA-Luftstreitkräften übernommenen Luftfahrzeuge erfolgte aus fünf Standorten: 
- Neuhardenberg (zugleich Sitz des Geschwaderstabes): Drei Tupolew Tu-134A und zeitweise zwei Tupolew Tu-154M zum Personal- und Materialtransport[1]
- Brandenburg-Briest (Lufttransportgruppe): Sechs Mil Mi-8[2] und 25 Mil Mi-2 (bis Ende 1992 Einsatz für die Rettungszentren der neuen Bundesländer)[3]
- Berlin-Schönefeld: Drei Iljuschin Il-62M zum Personal- und Materialtransport[4]
- Strausberg: Sieben Let L-410 zum Personaltransport (ab 1991 ausschließlich mit L-410 in der sog. Salon-Version)[5]
- Dresden-Klotzsche: Zwölf Antonow An-26 zum Lufttransport und zur Vermessung von Navigationsanlagen

## Auflösung
Das Lufttransportgeschwader 65 wurde bereits am 30. Juni 1993 wieder aufgelöst. Die ursprüngliche Planung, eine Verlegung des LTG 62 von Wunstorf nach Neuhardenberg wurde verworfen. 
Neuere Luftfahrzeuge wurden vor allem durch die Flugbereitschaft des Bundesministeriums der Verteidigung (z. B. A 310) übernommen.